# كأس ملك إسبانيا 1914
كأس ملك إسبانيا 1914 (بالإسبانية: Copa del Rey de Fútbol 1914) هو الموسم 14 من  كأس ملك إسبانيا. أشرف على تنظيمه الاتحاد الملكي الإسباني لكرة القدم، وكان عدد الأندية المشاركة فيه  4، وفاز فيه أتلتيك بيلباو.